# Lecythis prancei
Lecythis prancei är en tvåhjärtbladig växtart som beskrevs av Scott A. Mori. Lecythis prancei ingår i släktet Lecythis och familjen Lecythidaceae. IUCN kategoriserar arten globalt som starkt hotad. Inga underarter finns listade i Catalogue of Life.